# Enpinanga vigens
Enpinanga vigens är en fjärilsart som beskrevs av Butler 1879. Enpinanga vigens ingår i släktet Enpinanga och familjen svärmare. Inga underarter finns listade i Catalogue of Life.